# لیپوپروتئین متوسط چگال
لیپوپروتئین متوسط چگال (به انگلیسی: Intermediate-density lipoproteins) یا به اختصار (به انگلیسی: IDLs) نوعی لیپوپروتئین است که به آی دی ال معروف است.
آی دی ال متعلق به خانواده لیپوپروتئین هاست که از تجزیه VLDL به وجود می‌آید. IDL ترکیبی است که قادر به انتقال چربی و کلسترول در محیط محلول مبتنی بر آب نظیر خون می‌شود. اندازه آن معمولاً ۲۵ تا ۳۵ نانومتر است. این لیپوپروتئین‌ها در ابتدا دارای تری گلیسرول‌ها و استرهای کلسترول نیز هستند. این ترکیبات از پلاسما به داخل کبد با گیرنده های-میانجی اندوسیتوز کلیرانس شده یا عمدتاً به شکل ذرات LDL تجزیه می‌شوند.
بر اساس مطالعات موجود بین IDL و سایر لیپوپروتئین‌ها و شدت بروز بیماری‌های قلبی عروقی ارتباط وجود دارد. میزان بیماری عروق کرونر قلبی رابطهٔ معنادار و مثبتی با لیپوپروتئین با کلسترول با چگالی بسیار پایین (VLDL)، کلسترول IDL و با کلسترول چگالی کم لیپوپروتئین (LDL)، و ارتباط منفی با کلسترول لیپوپروتئین با چگالی بالا (HDL) دارد.